# Generation Um...
Generation Um... es una película dramática independiente de 2012 escrita y dirigida por Mark L. Mann y protagonizada por Keanu Reeves, Adelaide Clemens y Bojana Novakovic. La película fue estrenada en los cines de la ciudad de Nueva York y Los Ángeles el 3 de mayo de 2013, moviéndose rápidamente para DVD.

## Argumento
John Wall (Keanu Reeves) es un alma perdida que ha estado dando vueltas alrededor de la ciudad de Nueva York durante demasiado tiempo, y pasa su cumpleaños con dos chicas de fiesta, Violet (Bojana Novakovic) y Mia (Adelaide Clemens), en su búsqueda de la luz en los aspectos más oscuros de su «familia circunstancial» y los caminos que sus autodestructivas vidas han tomado.

## Reparto
- Keanu Reeves como John Wall.
- Adelaide Clemens como Mia.
- Bojana Novakovic como Violet.
- Daniel Sunjata como Charles.
- Sarita Choudhury como Lily, la camarera.
- Jake Hoffman como Rob, el tipo de la tienda de vinos.
- Karen Olivo como Carrie Hines, la camarera.
- Ashley Austin Morris como chica de cita.

## Recepción
Generation Um... recibió críticas negativas por los críticos, con un índice de aprobación en Rotten Tomatoes de 0%, basado en 15 opiniones. Justin Chang de Variety la calificó como «un ejercicio submumblecore abofeteado todo junto que a veces sugiere ser una expansión de largometraje del meme 'Sad Keanu' de 2010». Stephen Holden de The New York Times escribió en su opinión, «el hecho de que los personajes pierden su tiempo no significa que usted deba perder el suyo viéndolos a ellos circular el desagüe».